# Fiat Nuova 500
Fiat Nuova 500 (итал. cinquecento), — автомобиль, производившийся компанией Fiat с 1957 по 1975 (модификация Fiat 500 K производилась до 1977). Конструктор автомобиля — Данте Джакоза (ит.).

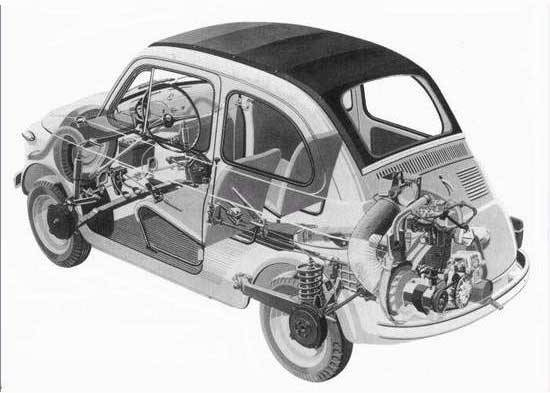

Представленный публике под названием Nuova 500 (Новый 500) в июле 1957 года, автомобиль был назван в честь популярной довоенной модели Fiat 500 Topolino, и позиционировался как дешёвая и практичная машина для города. Имел длину всего 3 метра и был оснащён маленьким двухцилиндровым двигателем объёмом 479 см³ с воздушным охлаждением.
В Италии машинку прозвали «la piccola grande auto» — маленький большой автомобиль.

## История
«Фиат-500» появился в ответ на запросы послевоенного рынка, который требовал дешёвых и экономичных автомобилей. Модели «500» и «600» имели заднемоторную компоновку, по образцу Volkswagen Käfer. Такой подход был типичным в то время, однако именно «Фиат-500» стал образцом для подражания для многих других европейских автопроизводителей. С октября 1961 года производилась версия «Некар» на заводе в Хайльбронне на условиях специального соглашения с NSU. В Верхней Австрии на заводе Steyr-Daimler-Puch также производились Fiat 500. Оригинальная итальянская версия Fiat 500 производилась на трёх фабриках: в Турине, Палермо и Дезио.
Несмотря на миниатюрный размер, машина оказалась весьма практичной и быстро завоевала популярность в Европе. Кроме двухдверного купе, производились также и модификации универсал; в этом варианте двигатель лежал на боку, база автомобиля была длиннее обычной на 10 см, что давало простор для полноценного заднего сиденья, полноразмерной сдвижной крыши, а также позволила устанавливать большие по размеру тормоза от Fiat 600.
Спортивные модификации производились фирмой Abarth. Австрийский вариант, производившийся с 1956 по 1969 год на заводе Steyr-Daimler-Puch, под названием Steyr-Puch 500, имел мотоциклетный двигатель, его спортивная модификация — Steyr-Puch 650 TR2.
Производство Fiat 500 продолжалось в 1975, хотя следующее поколение автомобилей этого класса — Fiat 126 — уже два года как было запущено в производство.

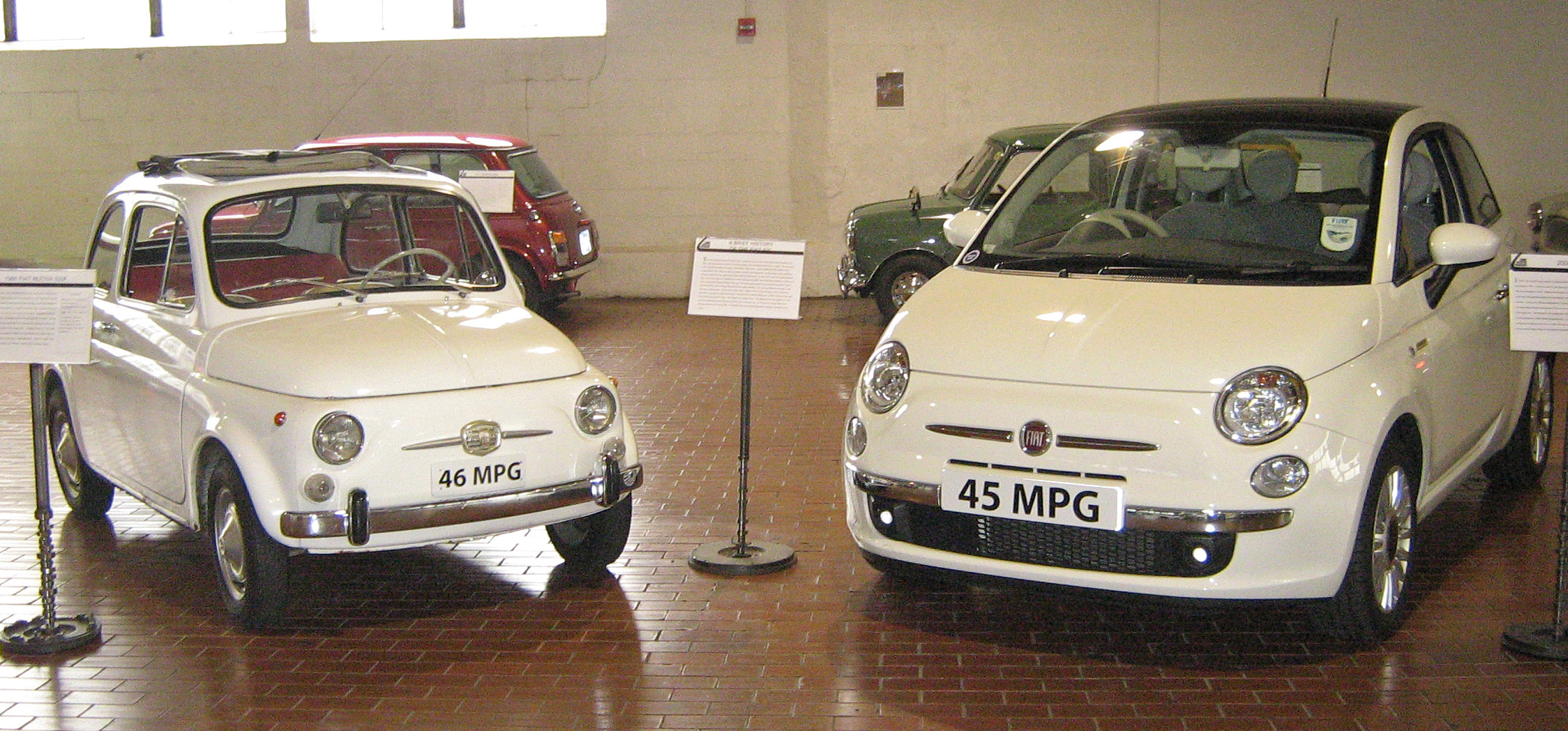
Fiat 500 — выпускался с 1957 по 1975 и Fiat Nuova 500 — производство начато в 2007